# Дубравка, Мартин
Ма́ртин Ду́бравка (словац. Martin Dúbravka; род. 15 января 1989, Жилина, Чехословакия) — словацкий футболист, вратарь. Игрок сборной Словакии. Участник двух чемпионатов Европы (2020 и 2024).

## Клубная карьера
Дебют игрока за «Жилину» состоялся в домашней игре против «Дубницы» 26 мая 2009 года. В следующем сезоне он сыграл 26 матчей в Цоргонь-лиге, а в конце сезона вместе с командой праздновал чемпионство. Первым вратарём стал после ухода из «Жилины» Душана Перниша. В Лиге чемпионов 2010/11 отыграл все 6 матчей группового этапа. В раунде плей-офф от пражской «Спарты» не пропустил ни одного мяча.
В июле 2016 года перешёл в либерецкий «Слован». Через год после этого Дубравка стал футболистом пражской «Спарты».
31 января «Спарта» Прага отдала вратаря в аренду в «Ньюкасл Юнайтед», который выкупил Дубравку по окончании сезона, подписав с ним контракт до 2022 года.
В сентябре 2022 года футболист присоединился к «Манчестер Юнайтед» на правах арендного соглашения. Вскоре игрок выбрал себе «31» игровой номер в клубе. Дебютировал за клуб 10 ноября 2022 года в матче Кубка Английской футбольной лиги против «Астон Виллы». 1 января 2023 года был отозван из аренды.
Несмотря на возвращение из аренды, в феврале 2023 года стал обладателем Кубка Английской футбольной лиги с «Манчестер Юнайтед», который в финале обыграл как раз «Ньюкасл», так как сыграл за «манкунианцев» два матча в этом турнире.
7 августа 2025 года перешел на правах аренды в "Бёрнли" со сроком в один сезон.

## Карьера в сборной
Выступал за юношеские и молодёжную сборные Словакии. Первый вызов в основную сборную получил к игре против Ирландии. Однако на поле Дубравка в том матче не вышел.

## Личная жизнь
Дубравка живет со своей девушкой Люсией и собакой. В марте 2021 года у пары родился первый ребенок. 

## Достижения
«Жилина»
- Чемпион Словакии (2): 2009/10, 2011/12
- Обладатель Суперкубка Словакии: 2010

«Манчестер Юнайтед»
- Обладатель Кубка Английской футбольной лиги: 2022/23
- «Ньюкасл Юнайтед»
- Обладатель Кубка Английской футбольной лиги: 2024/25